# Asbestopluma formosa
Asbestopluma formosa är en svampdjursart som beskrevs av Jean Vacelet 2006. Asbestopluma formosa ingår i släktet Asbestopluma och familjen Cladorhizidae.
Artens utbredningsområde är havet kring Fiji. Inga underarter finns listade i Catalogue of Life.